# Please Please Me (單曲)
《Please Please Me》是搖滾樂團The Beatles在英國所發行的第二支單曲，亦是在美國發行的第一支。由於此曲受到廣大歡迎，它收錄於不久後發行的第一張專輯《請取悅我》中。此曲原由約翰·列儂所作，後來喬治·馬丁的意見使此曲受到修改。
在1963年1月11日英國發行後，此曲在2月22日佔據新音樂快遞及Melody Maker的排行榜榜首兩星期。但它在英國單曲排行榜排行第二，最後未有收錄於《1》中。
此單曲原本以《Ask Me Why》作B面，因它未能在美國引起令人滿意的回響，因此在第二次發行中它以《From Me to You》為B面，並在Hot 100中登上第三。
此曲在滾石雜誌五百大歌曲排行184位，在樂隊上榜的樂曲中排第15位。

## 創作
喬治·馬丁形容最初此曲是「頗為沉悶」，它速度較慢，未能引起聽眾的歡迎。他打算用樂團先前錄製Gerry & the Pacemakers的《How Do You Do It?》作發行之用，他甚至曾在《Love Me Do》發行前以此作樂團首張單曲。但樂團成員均十分堅持錄製自己的作品。林格·斯塔指出：「我記得我們都準備維護我們的原則──『我們要唱我們寫的歌』。」成員最後讓喬治·馬丁聆聽此曲的另一個版本來說服他不發行《How Do You Do It?》。
約翰·列儂最初構想此曲時認為它是一首憂傷的歌，亦沒有和音、口琴引子、對唱，他說：
| I remember the day I wrote it, I heard Roy Orbison doing "Only the Lonely", or something. And I was also always intrigued by the words to a Bing Crosby song that went, 'Please lend a little ear to my pleas'. The double use of the word 'please'. So it was a combination of Roy Orbison and Bing Crosby. 我記得創作這曲的那天，我好像在聽洛伊奧比森的《Only the Lonely》。我又十分迷於平·克勞斯貝所的歌詞「Please lend a little ear to my pleas」。因此我結合了兩人，包括在曲中運用了"Please"的雙重含義。 |

## 錄製
喬治·馬丁在1962年9月11日錄製《Love Me Do》時第一次聽到此曲，並建議樂團作出大幅修改，如加快節奏。如果《Anthology 1》正確，則當天樂隊也有錄加快的版本，但未加上口琴部分。《Anthology 1》亦暗示Andy White當時擔任鼓手，但其後錄音師Geoff Emerick指他見到錄製時林格·斯塔擔任鼓手。在11月26日樂團錄製修改後的版本，並錄了18次，當時White沒有被僱用。歌曲中合唱的方式(約翰·列儂音高降低時保羅·麥卡尼維持一個高音)是參考The Everly Brothers的《Cathy's Clown》的。

## 發行
根據瑞伊·科爾曼的傳記──《Brian Epstein — The Man Who Made the Beatles》，布萊恩·愛普斯坦不滿EMI在《Love Me Do》的推銷工作(該曲由EMI的子公司Ardmore & Beechwood發行)，並向喬治·馬丁詢問有無其他發行商。喬治·馬丁介紹了三個，包括迪克·詹姆斯。布萊恩·愛普斯坦約該公司及EMI的另一子公司分別於下一日上午10時和11時見面。他當天由10時等候至10時25分，該子公司仍未赴約，他認為他未能與不守時的公司談生意，因此他去與迪克·詹姆斯會面。他比約會時間早到了20分鐘，而迪克·詹姆斯則立刻從辨公室出來迎接。迪克·詹姆斯聽了此曲後認為它是最佳的，而布萊恩·愛普斯坦表示若此曲成功則他們可長期合作。迪克·詹姆斯致電給獨立電視台節目Thank Your Lucky Stars的監製菲力普·瓊斯，並向他播於此曲，他便在下輯節目中為樂團安排一個時段。最後布萊恩·愛普斯坦和該公司達成長期協議。

### 英國發行
單曲在1963年1月11日發行，在12日樂隊在Thank Your Lucky Stars表演。這全國性的演出使樂隊有機會隨洛伊奧比森等歌手作開場表演，以及在BBC的電台節目現身演奏。這些演奏和報章報導使樂隊的名氣增加不少。

### 美國初次發行
EMI屬下的Capitol唱片獲授權在美國發行此單曲，但它作出拒絕。其後大西洋唱片也拒絕發行。最後Vee-Jay唱片同意發行此曲，並相信是在1963年2月7日發行。迪克·比昂迪在電台上播放此曲，成為了第一名在美國播The Beatles的唱片騎師。最初Vee-Jay的產品出現錯誤，把樂隊名稱拼作"The Beattles"(後來受到更正)，作曲者也拼作"J. Lennon-P. McCartney"，而不是英國的"McCartney-Lennon"。此單曲賣出了約7310張，亦未能登上主要排行榜。

### 美國再次發行
在樂隊現身於傑克·帕爾的電視節目後，Vee-Jay約在1964年1月3日發行此曲，但以《From Me to You》為B面，由於德爾·香農翻唱《From Me to You》略受歡迎。
此單曲大受歡迎，在告示牌百强单曲榜中登上第三，而Vee-Jay因要大量售賣此曲(至少有110萬)，致在設計上有所差異，如有些把歌名寫成"Please, Please Me"，有些加上了唱片封套。

## 人員
- 約翰·列儂：節奏結他、主音、口琴
- 保羅·麥卡尼：主音、低音結他
- 喬治·哈里森：主音結他、和音
- 林格·斯塔：鼓
- 喬治·馬丁：監製
- 諾曼·史密斯：錄音師[2]